# Liste des évêques de Mananjary
Liste des évêques de Mananjary.
(Dioecesis Mananiariensis);

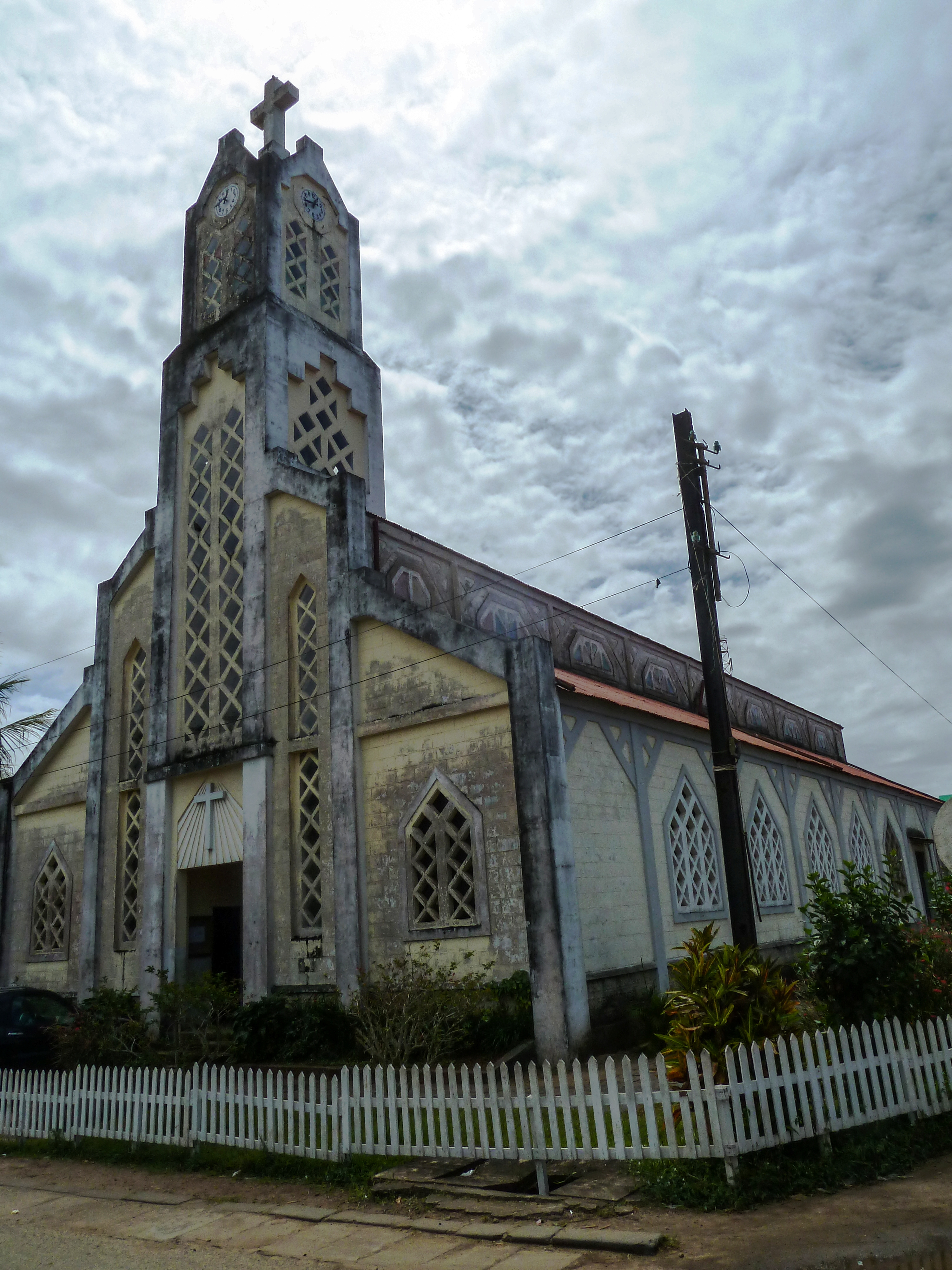
Église catholique à Mananjary.

L'évêché de Mananjary est créé le 9 avril 1968, par détachement de l'archevêché de Fianarantsoa et de l'évêché de Tamatave.

## Sont évêques
- 9 avril 1968-29 décembre 1973 : Robert Chapuis (Robert Lucien Chapuis).
- 29 décembre 1973-20 novembre 1975 : siège vacant.
- 20 novembre 1975-† 24 mai 1999 : François Tabao Manjarimanana (François Xavier Tabao Manjarimanana).
- 24 mai 1999-30 octobre 2000 : siège vacant.
- depuis le 30 octobre 2000 : José Caires de Nobrega (José Alfredo Caires de Nobrega).

## Sources
- L'ANNUAIRE PONTIFICAL, sur le site http://www.catholic-hierarchy.org, à la page